# Cockayne Soup
Cockayne Soup (コカインスープ) é o primeiro EP da banda japonesa de rock the GazettE, lançado no dia 28 de maio de 2003 pela PS Company limitado a 5 mil cópias, que esgotaram. Ficou em 13° lugar na parada indie da Oricon e em 99° na parada principal, vendendo 2,905 cópias nas primeiras duas semanas.

## Promoção e lançamento
Cockayne Soup foi a "parte 1" da campanha de lançamento de três EPs consecutivos, um por mês, sendo procedido por Akuyuukai e Spermargarita. A campanha se chamava Dai Nippon Itangēshateki Nōmiso Gyaku Kaiten Zekyōon Genshū (大日本異端芸者的脳味噌逆回転絶叫音源集), e as faixas de todos os EPs foram reunidos em uma compilação de mesmo nome em 2006.
Era possível reservá-los para compra na pré-venda no site da banda. Apesar de Akuyuukai e Spermargarita terem sido relançados em 2005 pela King Records, o mesmo não aconteceu com Cockayne Soup.
Descrevendo as quatro faixas, o portal de visual kei Visunavi assimilou "Beautiful 5 [shit]ers" como "forte, pesado e gritante". Esta canção não teve sua letra oficial revelada, e no encarte a letra mostrada na verdade é uma passagem de Sutra do Coração. A segunda, "32 Koukei no Kenjuu" (32口径の拳銃) possui um riff pesado, senso de velocidade e um refrão triste. O portal contou que "Shiawase na Hibi" (幸せな日々) emprega tanto melodia quanto letras melancólicas. Descrevendo a última faixa, opinou que as letras são "interessantes" e são fundidas em sons pesados, com uma melodia triste e impressionante. Esta última faixa foi originalmente lançada no single "Gozen 0-ji no trauma Radio", e para este EP foi regravada com o novo baterista Kai.

## Faixas
| N.º | Título                                                                                | Duração |  |
| 1.  | "Beautiful 5 [shit]ers"                                                               | 5:02    |  |
| 2.  | "32 Koukei no Kenjuu" (32口径の拳銃)                                                  | 5:49    |  |
| 3.  | "Shiawase na Hibi" (幸せな日々)                                                       | 5:22    |  |
| 4.  | "Haru ni Chirikeri, Mi wa Kareru de Gozaimasu" (春ニ散リケリ、身ハ枯レルデゴザイマス) | 6:41    |  |

## Créditos
- Ruki – vocais
- Uruha – guitarra solo
- Aoi – guitarra rítmica
- Reita – baixo
- Kai – bateria